# Nakamura Kenta
Kenta Nakamura (sinh ngày 5 tháng 10 năm 1978) là một cầu thủ bóng đá người Nhật Bản.

## Sự nghiệp câu lạc bộ
Kenta Nakamura đã từng chơi cho Sagan Tosu.